# Die heilige Johanna
Die heilige Johanna ist ein Drama des irischen Autors George Bernard Shaw. Er schrieb es 1923, kurz nachdem die römisch-katholische Kirche Jeanne d’Arc heiliggesprochen hatte. Die dramatische Bearbeitung beruht auf den Überlieferungen über ihr Leben und auf Dokumenten des Prozesses, den man ihr machte. Für Die heilige Johanna erhielt Shaw 1925 den Nobelpreis für Literatur. Der Autor nahm den Preis an, schlug aber das Preisgeld aus.
Das Stück wurde am 28. Dezember 1923 am Garrick Theatre in New York durch die Theatre Guild mit Winifred Lenihan als Johanna uraufgeführt. Am 26. März 1924 folgte die Premiere in London am damaligen New Theatre mit Sybil Thorndike in der Titelrolle. Die deutschsprachige Erstaufführung fand 1924 in Berlin statt.

## Inhalt
Das Stück beginnt damit, dass Johanna einem einfachen Soldaten von ihren Stimmen erzählt. Durch ihr rhetorisches Geschick gelingt es ihr, zu Karl, dem Dauphin Frankreichs, vorzudringen. Ihm erzählt sie, ihre Stimmen haben ihr befohlen, ihm zu helfen, gekrönter König Frankreichs zu werden, indem sie seine Truppen anführe und so die englischen Besatzer aus Frankreich vertreibe. So will sie Frankreichs Größe wiederherstellen. Johanna hat bei Karl Erfolg durch ihren Charme, ihr Verhandlungsgeschick, ihr Führungstalent und ihre militärischen Fähigkeiten. Schließlich wird sie verraten und von Engländern nach der Belagerung von Compiègne gefangen genommen.
Grundlage für den Prozess gegen Johanna bildet ein Gespräch zwischen dem Earl of Warwick und dem Bischof von Beauvais. Johanna stelle mit ihrem Nationalismus das Feudalsystem infrage, in dem die Lehnsherren über der Nation stehen. Gleichzeitig gefährde sie die Macht der Kirche, indem sie ihren inneren Stimmen und nicht den kirchlichen Würdenträgern gehorche. Warwick „erfindet“ für ihre Haltung den Begriff „Protestantismus“. Wegen dieser gefährlichen Haltung müsse sie entmachtet werden.
Die sechste Szene des Dramas behandelt Johannas Prozess und seinen unabwendbaren Ausgang. Sie ergibt sich, nachdem sie von ihren Verfolgern gefoltert worden ist, und erklärt sich bereit, ein Bekenntnis abzulegen, durch das sie die Wahrhaftigkeit ihrer Stimmen in Frage stellt. Dadurch darf sie weiterleben, wenn auch ohne Aussicht auf Begnadigung. Im letzten Augenblick (sie hat die Feder in der Hand) überlegt Johanna es sich und widerruft. Auf dem Gang zum Scheiterhaufen ruft sie ihren Peinigern entgegen:
„Ihr glaubt, Leben bedeute nichts anderes, als nicht mausetot zu sein. Brot und Wasser fürchte ich nicht. Ich kann von Brot leben. Wann hätte ich je mehr verlangt? Ich bin auch bereit, Wasser zu trinken, wenn es rein ist. Aber ausgeschlossen zu sein vom Licht des Himmels, vom Anblick der Felder und der Blumen, meine Füße in Fesseln zu halten, so dass ich nie wieder mit Soldaten reiten oder auf die Hügel steigen kann – Ohne all das kann ich nicht leben. All dies wollt ihr mir jetzt wegnehmen; und nicht nur mir: allen Menschen. Jetzt weiß ich, dass euer Ratgeber der Teufel, und meiner Gott ist.“
Im Epilog hat Karl einen Traum, in dem Johanna ihm erscheint. Sie unterhält sich fröhlich nicht nur mit Karl, sondern auch mit ihren alten Feinden, die ebenfalls in Karls Schlafzimmer Gestalt annehmen. Die Szene endet mit Johannas Verzweiflung darüber, dass die Menschheit nie an Heilige glauben werde. Ihr letzter Ausruf: „O Gott, der du diese wundervolle Erde geschaffen hast –: wie lange soll es denn noch dauern, bis sie bereit ist, deine Heiligen zu empfangen? Wie lange, o Gott, wie lange?“

## Shaws Beitrag zum Thema „Jeanne d'Arc“

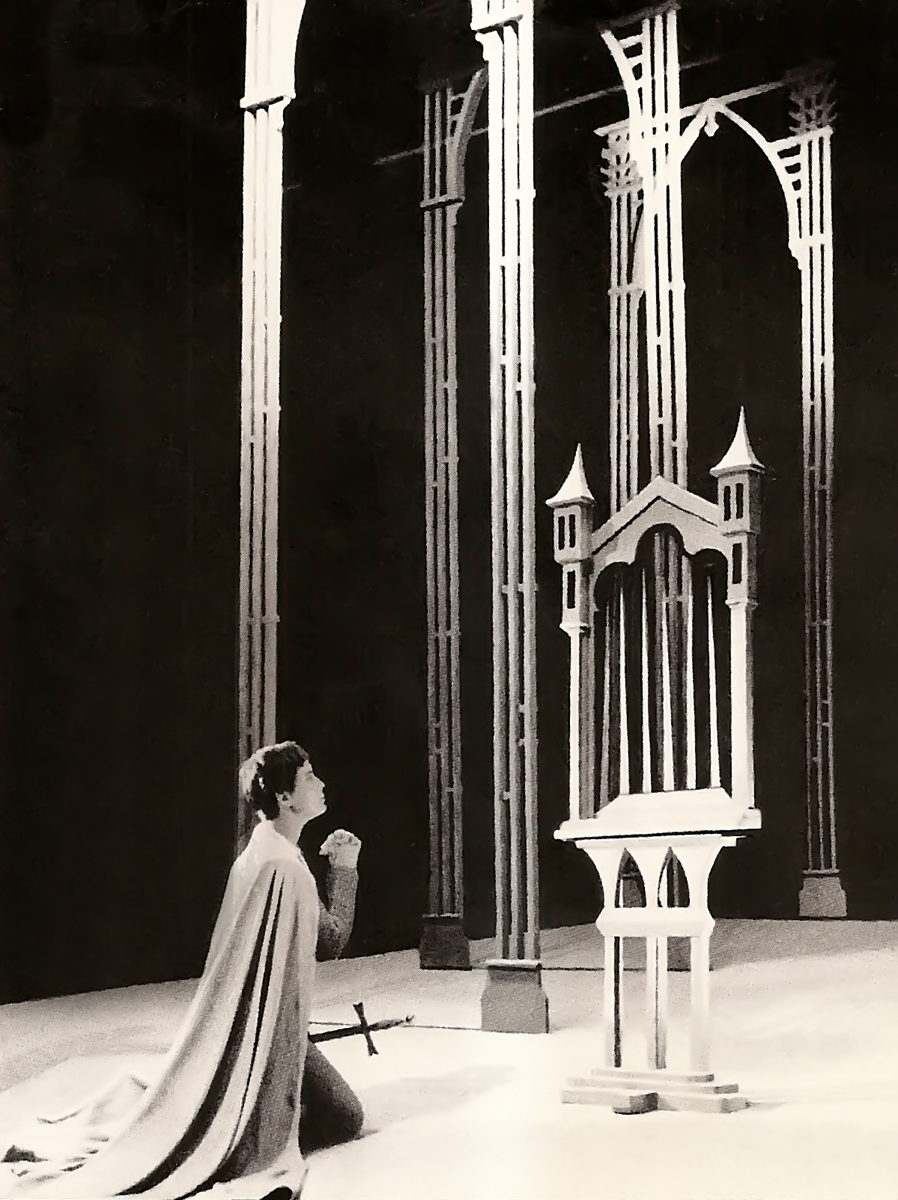
Inszenierung der Heiligen Johanna an der Landesbühne Niedersachsen Nord, Spielzeit 1958/59

Der Prozess und die Verbrennung Jeanne d’Arcs im Alter von 19 Jahren im Jahr 1431 ist mit vielen Details von Zeitzeugen überliefert. Shaw studierte die Dokumente des Prozesses gegen sie. Shaw bemühte sich, möglichst viele von den überlieferten Originalaussagen in seinem Stück zu verwenden, dem trotzdem von Kritikern anachronistische Züge bescheinigt werden.
Insbesondere wird ihm vorgeworfen, dass er Haltungen, die sich erst später entwickelt hätten, in die im 15. Jahrhundert spielende Handlung hineinprojiziert habe. So kritisiert Thomas Mann in seinem 1950 verfassten Nachruf auf George Bernard Shaw, dass dieser in der vierten Szene von Die heilige Johanna auf anachronistische Weise die Begriffe Protestantismus und Nationalismus benutze.
Seine Motive hat Shaw ausführlich in der Vorrede zu seinem Stück „Die heilige Johanna“ dargelegt, die er im Mai 1924 (also nach der Uraufführung des Stücks) fertigstellte.
Insbesondere gehe es ihm darum, die „romantische Melodramatik“ zu vermeiden, mit der Schiller seine „Jungfrau von Orléans“ ausgestattet habe. Sie sei ein genialischer Mensch gewesen, der mit den Mächten seiner Zeit in Konflikt geraten sei, die keineswegs als „böse“ bewertet werden dürften („Es gibt keine Schurken in dem Stück“).

## Kontext des Stücks
Shaw war ein bekannter Pazifist, und es hat Kontroversen über seine Haltung gegeben, die schon in seinen Anti-Kriegs-Reden zur Zeit des Ersten Weltkriegs zu finden ist. Shaw war der Ansicht, dass Großbritannien und seine Verbündeten am Krieg ebenso Schuld hatten wie Deutschland, und forderte deshalb im Krieg Friedensverhandlungen (was ihn in den Augen vieler Landsleute verdächtig machte). Diese skeptische Haltung gegenüber Argumenten der „Staatsräson“ lässt sich auch in dem Drama wiederfinden.

## Filmadaption
1957 inszenierte Otto Preminger nach Shaws Werk den Kinofilm Die heilige Johanna mit Jean Seberg in der Titelrolle sowie Richard Widmark als König Karl VII. Das Drehbuch schrieb Graham Greene.